# Johann Fleckh
Johann Fleckh (* 16. Mai 1822 in Grubberg, heute in der Gemeinde Riegersburg; † 28. Februar 1876 in Kirchbach) war Advokat und Abgeordneter zum Österreichischen Abgeordnetenhaus.

## Leben
Johann Fleckh war Sohn des gleichnamigen Landwirts Johann Fleckh († 1877). Nach dem Besuch einer Volksschule in Riegersburg ging er ab 1833 ins Akademische Gymnasium in Graz. Danach besuchte er Philosophische Jahrgänge, studierte ab 1843 Rechtswissenschaft an der Universität Graz und promovierte im Jahr 1847 zum Dr. iur. in Graz. Im Jahr 1845 wurde er Konzipist in einer Anwaltskanzlei in Graz, 1846 machte er Gerichtspraxis am Magistrat Graz, 1847 war er Konzeptspraktikant an der Kammerprokuratur Graz und ab Mai 1848 war er auch Supplent für politische Wissenschaften an der Universität Graz. Im Jahr 1849 wurde er aus dem Staatsdienst entlassen und begann als Advokaturskonzipient in Graz. 1860 wurde er Notariatssubstitut in Kirchbach, 1862 Advokat in Graz und letztendlich im Jahr 1875 Notar in Kirchbach.
Er war auch Mundartforscher, Volkskundler und Schulreformer.
Von 1861 bis 1876 war er Mitglied im steiermärkischen Landtag (I., II., III. und IV. Wahlperiode), Kurie Städte und Märkte, und er war von 1867 bis 1875 im Landesausschuss.
Er war römisch-katholisch und ab 1852 verheiratet mit Madeleine Reddi († 1856), mit der er zwei Söhne und eine Tochter hatte.

## Politische Funktionen
Johann Fleckh war vom 29. April 1861 bis zum 20. September 1865 Abgeordneter des Abgeordnetenhauses im Reichsrat (I. Legislaturperiode) und vertrat dort für das Kronland Steiermark die Kurie Städte und Märkte (Bruck an der Mur, Mürzzuschlag, Mariazell, Kapfenberg, Kindberg, Leoben, Vordernberg, Eisenerz, Trofaiach, Judenburg, Knittelfeld, Oberzeiring, Obdach, Weißkirchen, Liezen, Aussee, Rottenmann, Admont, Schladming, Gröbming, Murau, St. Lambrecht, Neumarkt, Oberwölz, St. Peter, Unzmarkt).

## Klubmitgliedschaften
Johann Fleckh war Mitglied bei den Deutschen Autonomisten.